# نوده (کلیجان‌رستاق)
نوده، روستایی از توابع بخش کلیجان‌رستاق شهرستان ساری در استان مازندران ایران است.

## جمعیت
این روستا در دهستان تنگه سلیمان قرار داشته و براساس آخرین سرشماری مرکز آمار ایران که در سال ۱۳۸۵ صورت گرفته، جمعیت آن ۱۶۴نفر (۵۱خانوار) بوده‌است.